# Paedotherium
Paedotherium è un genere estinto di mammiferi notoungulati, appartenente ai tipoteri. I suoi resti sono stati ritrovati in terreni che vanno dal Miocene superiore al Pleistocene inferiore (tra 8 e 1,5 milioni di anni fa) in Sudamerica.

## Descrizione
Di piccole dimensioni (raggiungeva al massimo la taglia di una lepre), il pedoterio era un tipico rappresentante degli egetoteridi, un gruppo di mammiferi sudamericani che svilupparono una sorprendente somiglianza con i roditori e i lagomorfi. Doveva essere simile a un’odierna lepre della Patagonia (gen. Dolichotis). Il corpo era minuto e le zampe allungate, ma era soprattutto il cranio a riservare le più spiccate analogie: gli incisivi erano prominenti e robusti, a crescita continua come quelli dei conigli, i canini erano scomparsi, mentre molari e premolari erano ingranditi, bilobati e disposti in numero di sei su ciascun ramo mandibolare e mascellare. Le orbite erano grandi, il che fa pensare che il pedoterio fosse un animale notturno, e l'apparato uditivo era molto sviluppato. Le zampe anteriori erano digitigrade, mentre quelle posteriori erano più grandi e plantigrade. Forse il pedoterio viveva in cunicoli sotterranei, uscendo allo scoperto solo al crepuscolo; si cibava di vegetali duri ed è possibile che vivesse in gruppi.

## Estinzione
Il pedoterio è stato un animale di grande successo evolutivo, essendo sopravvissuto per molti milioni di anni; si estinse solo nel Pleistocene inferiore e fu uno degli ultimi meridiungulati sopravvissuti, insieme a Mesotherium, Toxodon, Macrauchenia e pochi altri. L'estinzione fu dovuta probabilmente a un drastico mutamento climatico, al quale i roditori suoi contemporanei erano forse meglio adatti a sopravvivere. In ogni caso, il pedoterio è uno dei notoungulati più comuni della sua epoca nella regione delle pampas.  Di questo animale sono note varie specie, tra cui Paedotherium minor, del Miocene, ritenuta ancestrale alle più evolute Paedotherium typicum e Paedotherium insigne.